# 海穆·蘭特
赫尔穆特·伦特（德語：Helmut Lent，發音：[ˈhɛlmuːt ˈlɛnt]；1918年6月13日—1944年10月7日），第二次世界大战期间德国夜间战斗机王牌飞行员，总共击落110架飞机，其中102架于夜间击落，远超获得“王牌飞行员”头衔的最低要求（5架）。伦特生于信仰虔诚家庭，早年即对滑翔机飞行展现了热诚。1936年，他不顾父亲反对，加入纳粹德国空军，在完成训练后派往第76驱逐联队第1中队，驾驶Bf 110双引擎重型战斗机。第二次世界大战初期，伦特在波兰及北海上空崭露头角。挪威战役期间他参与地面支援任务，然后调往新设立的第1夜间战斗机联队，专职夜战任务。
1941年5月12日伦特首次获得夜战胜利。1941年8月30日，他以22次胜利战绩获授骑士铁十字勋章。此后伦特稳健斩落空战战果，频繁获得升迁及嘉奖。1944年6月15日夜，伦特少校成为首位获得100次夜间胜利的夜战飞行员，并由此于1944年7月31日获授钻石橡叶带剑骑士铁十字勋章。
1944年10月5日，伦特执行例行飞行任务，驾驶容克斯Ju 88轰炸机自施塔德飞往北博尔兴（位于帕德博恩以南5千米）。降落途中飞机一引擎突然熄火，导致飞机撞上电线。机上四人皆受致命伤，三人出事不久即伤重不治，伦特则于两日后（1944年10月7日）亡故。

## 早年
赫尔穆特·伦特，1918年6月13日出生于德国勃兰登堡省瓦尔特河畔兰茨贝格县皮雷讷（今波兰卢布斯卡省皮扎内），受洗名赫尔穆特·约翰内斯·西格弗里德·伦特，在家中排行第五，父亲约翰内斯·伦特，路德宗牧师，母亲玛丽·伊丽莎白，婚前姓布劳恩。伦特有两名兄长，名维尔纳和约阿希姆，两位姐姐，名克特和乌尔苏拉。一家信仰虔诚，除父亲之外两名长兄及两名祖父均为路德宗牧师。
1924年复活节至1928年复活节，伦特就读皮雷讷当地公立小学，此后在家接受父亲其兄长维尔纳指导，为考取兰茨贝格公立中学进行准备。1933年2月，伦特加入希特勒青年团下属组织少年团，3月起担任青年排长（1933年3月1日–1935年4月1日），1935年4月起担任旗手（1935年4月1日–1935年11月9日），直至退出少年团以准备中学会考。1935年12月12日，17岁的伦特通过毕业考试。翌年2月2日，他在莫林开始履行为期八周的国家劳役团义务。1936年4月1日，伦特不顾父亲反对，加入纳粹德国空军，担任士官。
1936年4月6日伦特前往柏林西南郊加图的第2空戰学校，开始接受军事训练，4月21日宣国家社会主义忠诚誓词。1936年8月7日（星期一），伦特进行首次飞行训练，驾驶He 72“军官学员”D-EYZA单引擎双翼机。1936年9月15日，伦特驾驶Fw 44“金翅雀”双翼机完成首次单人飞行。此时他总共已有63次飞行经历。除此之外，军校学生亦当学习驾驶摩托车。在一次摩托车训练中，伦特遭遇事故，大腿严重受伤，此后五个月无法飞行。这一经历并未影响他在课堂内继续学习。在通过考试后，伦特于1937年4月1日升衔为候补士官。1937年10月19日，伦特正式完成飞行训练，获取A/B飞行执照。1938年2月1日，伦特升衔为一级候补士官，1938年3月1日升衔为少尉。此时他已有434次飞行经历，驾驶8种不同飞机，总飞行时间达112小时48分钟，多数为日间飞行，驾驶飞机多为单引擎教练机。
伦特在离开加图后派往德国东北部图托的重型轰炸机飞行员学校，进行为期三个月的观察培训（1938年3月1日–1938年5月30日）。在培训过程中，他遭一辆汽车碾过，下颚骨折、脑震荡及内出血。1938年7月1日，伦特派往第132战斗机联队“里希特霍芬”第三大队，并于1938年7月19日在伤愈后首次飞行。
同年9月初，伦特所在的第7中队迁往德累斯顿附近的格罗森海恩，以准备支援占领捷克斯洛伐克。在这一冲突中他进行了一系列巡逻飞行任务。1938年9月29日，中队迁往朗斯多夫。苏台德地区占领后紧张局势升级，伦特所在单位开始转用Bf 108“台风”飞机。1938年11月1日第三大队迁往柏林与奥得河畔法兰克福间的菲尔斯滕瓦尔德，更名第141战斗机联队第二大队，伦特则派往第6中队。
1939年5月1日，第141战斗机联队第二大队转变为第76驱逐联队第一大队，迁往捷克斯洛伐克奥尔穆茨。大队装备Bf 110战斗机，伦特也在1939年6月7日首次驾驶Bf 110完成飞行任务。1939年5月12日，伦特获得德国空军高级飞行员执照（亦称C-执照，表明持有者能熟练驾驶多引擎飞机）。在驾驶Bf 110初期伦特机尾射手位置上并无稳定的无线电操作员人选，但1939年8月14日上等兵瓦尔特·库比施填补了这一空缺。第二次世界大战爆发前夕，第76驱逐联队第一大队派往布雷斯劳东南的奥劳机场。

## 第二次世界大战
1939年9月1日（星期五）4时45分，德国军队跨越波兰国界，第二次世界大战爆发。4时44分，赫尔穆特·伦特驾驶Bf 110（编号M8-DH）自奥劳起飞，护航一队He 111轰炸机前往克拉科夫上空执行任务。

### 波兰战役

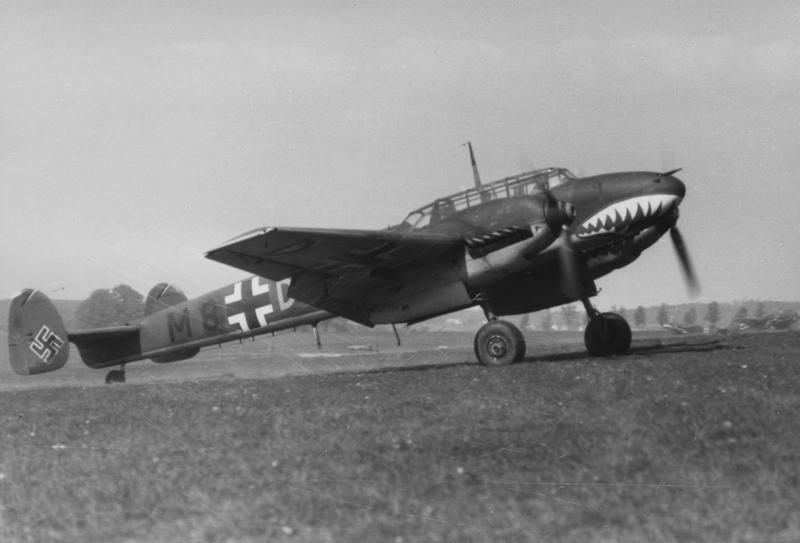
第76驱逐联队Bf 110C战机，与伦特所驾驶战机类似

德国入侵波兰计划代号为白色方案，计划于1939年9月1日凌晨4时45分从北、西与南三个方向同时对波兰发动进攻。当日凌晨赫尔穆特·伦特与其机尾射手和无线电操作员瓦尔特·库比施护航第4轰炸联队第一及第三大队He 111轰炸机攻击克拉科夫机场，支援德军南方攻势。1939年9月2日16时30分，伦特在朝罗兹方向飞行过程中击落一架P.11战斗机，拿下开战后个人首次空战胜利。
由于波兰空军已近全面溃败，德军Bf 110战机职责由护航轰炸机转为地面攻击。9月5日伦特和库比施击毁地面一架双引擎单翼机，9月9日击毁一架P.24战斗机。9月12日交锋中一架波兰战机击毁伦特右舷引擎，伦特不得不在德军后方迫降。此后在波兰战役中伦特又完成了五次飞行任务，击毁一门防空炮。1939年9月21日伦特以其战绩成为首批二级铁十字勋章获得者。9月29日第76驱逐联队第一大队迁往斯图加特区域，准备应对法国和英国的攻击（英法两国9月3日对德国宣战）。10月初至12月中旬，第76驱逐联队第一大队驻扎于斯图加特及鲁尔区一系列机场，12月16日北迁至耶弗尔。

### 黑尔戈兰湾战役
战争首月英国皇家空军轰炸机主要对德意志湾船运活动发动攻击。1939年12月18日皇家空军战机对威廉港船运发动大规模攻击，即黑尔戈兰湾战役。来自第9中队、第37中队及第149中队的二十四架威灵顿双引擎轰炸机于诺福克郡上空集结，然后飞往黑尔戈兰岛。中途两架飞机因机械故障被迫返航，但其余22架飞机继续执行任务。东弗里西亚群岛一弗蕾亚雷达侦测到本次行动。
此时赫尔穆特·伦特刚刚完成巡逻任务，降落于耶弗尔，加油之后受命再次起飞以迎击英军战机。他在本次交锋中称击落三架威灵顿轰炸机，其中14时30分与14时45分的两架获得官方确认。两架飞机均来自第37中队，飞行员为P·A·温伯利中尉及O·J·T·刘易斯中尉，均坠落于博尔库姆附近浅海区内。第三架飞机可能为第37中队的威灵顿1A N2396 LF-J，飞行员为H·鲁斯下士，于博尔库姆沙丘迫降。此后官方撤销了伦特对温伯利的胜绩，原因是在伦特开火时温伯利的飞机已经严重受损并将坠落。胜绩转而归于卡尔-奥古斯特·舒马赫名下。
伦特在北海的战绩使之成为民族英雄，在黑尔戈兰等地的成就为德国宣传部门广为报道。此后他收到大量崇拜者来信，多数来自女性，其中包括伊丽莎白·彼得森。伦特做出了回复，然后同伊丽莎白在汉堡赖希斯霍夫酒店首次约会，此后于1940年2月前往希舍格共度滑雪假日。

### 挪威战役及不列颠战役

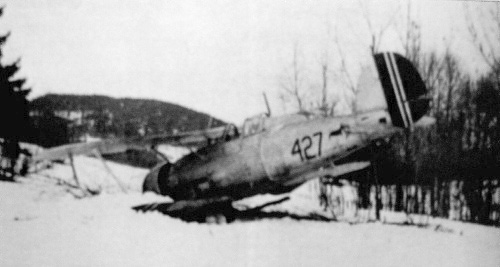
1940年4月9日伦特击落的挪威格斗士战斗机

1940年4月8日，在中队长维尔纳·汉森指挥下，来自第76驱逐联队第一大队的八架战机自耶弗尔起飞前往叙尔特岛韦斯特兰，准备支援威瑟演习作战（入侵挪威）。德军计划对挪威首都奥斯陆及包括克里斯蒂安桑和纳尔维克在内的六个主要港口发动两栖攻击。与此同时，Ju 52运输机将空降伞兵至奥斯陆福讷比机场。德军必须在二十分钟内夺取机场，然后下一批Ju 52运输机将会抵达。第76驱逐联队第一大队将为两波攻势提供空中掩护及陆面支援。早晨7时00分八架Bf 110战机起飞，计划与伞兵同时抵达福讷比（8时45分）。韦斯特兰与福讷比距离较远，Bf 110战机无法承载返程燃料，因此本次任务将为单程。燃料估计能承担福讷比上空20分钟的飞行任务，此后飞机将降落于福讷比机场。

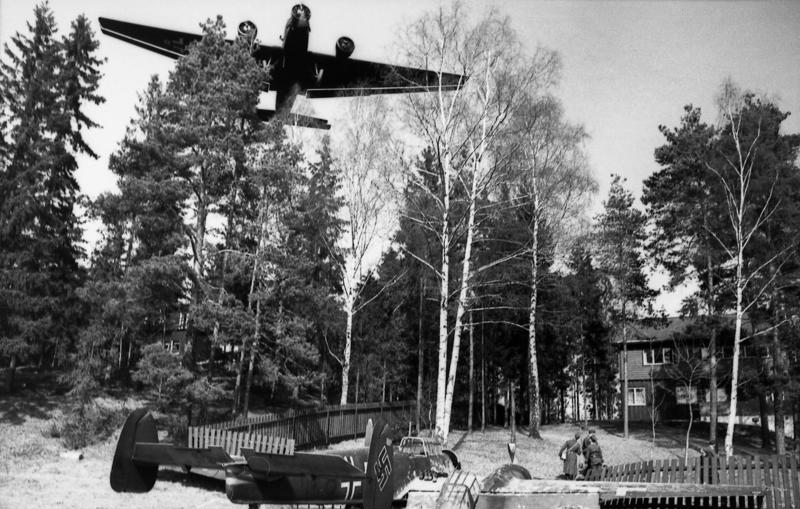
1940年4月9日伦特的Bf 110C战机因燃料耗尽被迫降落于福讷比机场。载有士兵的Ju 52运输机飞越伦特战机。

伦特在飞往福讷比途中击落一架挪威格斗士战斗机。载伞兵的Ju 52运输机遭到猛烈攻击，伦特所在双机编队对敌军陆面阵地发动回击。伦特战机右舷引擎起火，被迫立即降落。库比施操作机枪，伦特则同挪威军队展开投降谈判。德军最终夺取了机场。
同日18时50分，伦特与汉森驾驶未受损的Bf 110战机于福讷比再次起飞。在四十分钟的飞行任务中，两人遇上一架来自英国皇家空军第210中队的桑德兰水上飞机（编号L2167），合力将之击落。击落成绩归于汉森名下。1940年5月13日伦特获授一级铁十字勋章；5月18日部署至特隆赫姆。5月27日伦特击落一架英国皇家空军第263中队格斗士战斗机（西泽·赫尔上尉驾驶），拿下挪威战役个人第二胜。1940年6月2日，伦特及其僚机驾驶员特内斯各击落一架格斗士战斗机。飞行任务长达5小时46分钟，敌方战机来自第263中队，飞行员为J·L·威尔基少尉（战机编号N5893）及L·R·雅各布森少尉（战机编号N5681）。6月15日伦特击落一架英国皇家空军第254中队布伦亨式轰炸机（飞行员为P·C·盖洛德少尉），拿下挪威战役个人第七胜（亦为最后一胜）。7月1日伦特升衔为中尉。7月13日第76驱逐联队第一大队迁往斯塔万格福鲁斯机场。
伦特短暂参与了不列颠战役。1940年8月15日，第76驱逐联队第一大队21架Bf 110战机护航第26轰炸联队（KG 26）He 111轰炸机，对约克郡及纽卡斯尔、桑德兰区域发动攻击。第一大队共损失七架战机。这是伦特代表驱逐联队完成的第98次亦是最后一次任务。

### 夜战经历
1940年6月，英国皇家空军轰炸机突入德国空域的状况愈发严重，赫尔曼·戈林由此下令建立夜间战斗机队伍。第1驱逐联队第一大队（I./ZG 1）大队长沃尔夫冈·法尔克受命执行组建任务。夜战队伍采自现有编制，规模迅速扩张。截至1940年10月，第1夜间战斗机联队已有三个大队，第2夜间战斗机联队和第3夜间战斗机联队则仍在组建中。伦特本人虽不情愿，最终仍旧加入了夜战队伍。8月底在同家人的信件中伦特称：“我们正转行夜战。我们热情很有限。我们很快将直接前往英格兰”。
伦特于德国西南的英戈尔施塔特完成夜战训练，并于1940年10月1日成为新建的第1夜间战斗机联队第6中队中队长。中队所在地为荷兰代伦，位于阿纳姆以北12.5（8英里）。1941年5月11日至12日夜，伦特击落两架前往汉堡执行任务的英国皇家空军第40中队威灵顿轰炸机，获得个人首次夜战胜利。BL-H（编号R1330）于1时40分在叙德尔斯塔佩尔附近击落；BL-Z（编号R1461）则于2时49分在诺尔茨特兰德附近击落。
1941年7月1日，伦特成为第1夜间战斗机联队第4中队中队长。第4中队所在地为吕伐登，位于阿纳姆以北161（100英里）弗里斯兰海岸德意志湾，伦特在此一直驻留至其过世。中队执行北海海岸巡逻任务，阻截联军夜间轰炸行动（自英格兰发动，德方称其为“恐怖袭击”）。第1夜战联队第4中队是二战期间德军最为成功的夜战中队之一，隊員包括赫尔穆特·沃尔特斯多夫中尉、路德维希·贝克尔少尉（44胜；1943年2月阵亡）、埃格蒙特·普林茨·利珀-魏森费尔德少尉（51胜；1944年3月于荷兰死于飞行事故）、利奥波德·费勒雷尔少尉（41胜）、保罗·吉尔德纳上士（46胜；1943年2月于荷兰赖恩死于飞行事故）及西格弗里德·奈伊二级下士（12胜；1943年2月阵亡）。1941年8月30日，伦特以其7次日胜和14次夜胜战绩获授骑士铁十字勋章。
1941年11月1日，伦特成为新建立的第1夜间战斗机联队第二大队代理大队长。11月7日（星期五）至11月8日（星期六）夜，伦特于阿克勒姆附近击落一架前往柏林执行任务的英国皇家空军第75（新西兰）中队威灵顿轰炸机，获得其作为大队长首次胜利、第20次夜战胜利及1941年的最后一次胜利。轰炸机（编号X9976）机上六人全数阵亡。德国国防军总部《国防军公报》首次对伦特进行了点名表彰（伦特共六次获得点名表彰）。点名嘉奖为一极高荣誉，亦将列入嘉奖者记录簿中的授勋嘉奖章节。
1942年1月1日伦特升衔为上尉。同年6月6日，伦特获授橡叶骑士铁十字勋章，截至此日他已获夜战34胜及日战7胜。授勋仪式于6月28日和29日在元首总部举行，此时伦特战绩为夜战39胜及日战7胜。除此之外伦特还是首位驾驶Do 215夜战机，在明石雷达支援下获得胜利者。
截至1942年年末，伦特已成为德国夜战头号王牌飞行员，共获56次胜利。1943年1月1日伦特升衔为少校，1943年8月1日受任第3夜间战斗机联队联队長。1943年8月2日，伦特以其73次胜利战绩（65次于夜间取得）获授橡叶带剑骑士铁十字勋章，并于8月4日获电报通知，1943年8月10日/11日于拉斯滕堡元首总部获剑。
1944年1月，伦特在一夜间击落三架“重型”四引擎战略轰炸机，但本人战机亦受击损，只得迫降。1944年3月22日至23日，伦特仅凭22弹即击落两架轰炸机，于6月15日至16日在7分钟内仅凭57弹击落三架兰开斯特轰炸机。伦特升衔中校，并以其110次胜利战绩获授钻石橡叶带剑骑士铁十字勋章，为获得这一荣誉的前两名夜战飞行员之一。另一人为海因茨·沃尔夫冈·施瑙费尔，获121次胜利，为史上头号夜战飞行员。

### 个人生活
德国军官成婚均需官方许可，不过这一过程通常仅是走过场而已。伦特情况则较为特殊：其未婚妻伊丽莎白·彼得森实为海伦娜·塞诺科尼斯科娃（伦娜），1914年4月生于莫斯科。由于俄国人在德国不受欢迎，伦娜不敢揭露自己的真实身份。然而在经历透彻的个人背景和种族调查后，她最终于1941年3月15日获得德国公民权。伦特和伦娜于1941年9月10日在汉堡韦林斯比特尔成婚，两人育有两女，长女克里斯蒂娜于1942年6月6日出生，次女黑尔玛于1944年10月6日（其父过世前夕）出生。
赫尔穆特·伦特的两名兄长维尔纳和约阿希姆均为认信教会成员，由此同纳粹党发生了一定冲突。认信教会为一分离新教教会，领导人为马丁·尼莫拉，反对德国“纳粹化”新教教会进程，谴责国家社会主义理念，尤其是雅利安条款所涉及的理念。教会发布《巴门宣言》，称德国福音教会为异端。1937年维尔纳·伦特因进行反纳粹布道而首次遭逮捕。1942年6月约阿希姆因于讲坛阅读所谓《默尔德尔斯信函》而遭盖世太保逮捕。《默尔德尔斯信函》为英国政治战争行政部黑色宣传负责人塞夫顿·德尔默所制订的计划，借德国王牌飞行员维尔纳·默尔德尔斯亡故之机，宣称默尔德尔斯撰写这一信函以强调天主教在他一生中的至高地位，其内涵即为信仰要高于纳粹党。

### 死亡

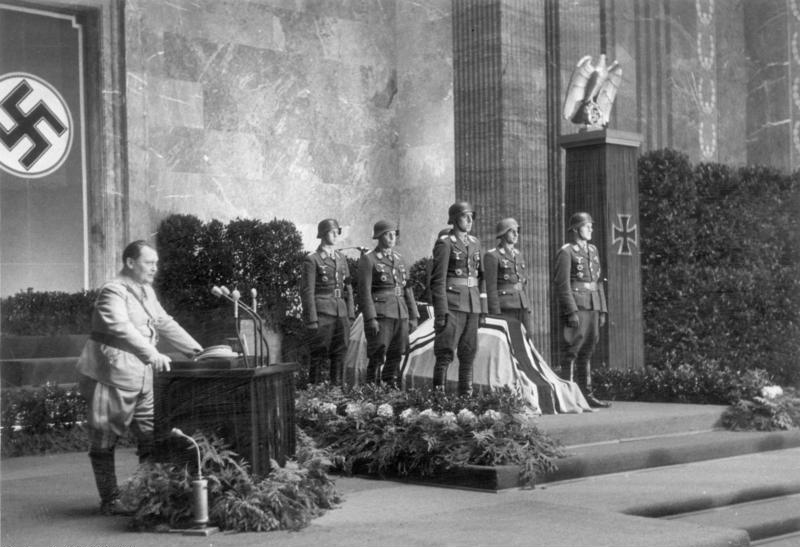
赫尔曼·戈林于伦特葬礼发表讲话。

1944年10月5日，伦特驾驶Ju 88 G–6轰炸机（编号D5+AA）自施塔德飞往帕德博恩，会见第1夜间战斗机联队長汉斯-约阿希姆·雅布斯中校，商讨行动事宜。机上人员包括常年无线电操作员瓦尔特·库比施上士、政治宣传连成员维尔纳·卡克少尉（空中射击员座位）和第二无线电操作员赫尔曼·克勒斯中尉。降落途中飞机左引擎熄火，导致机翼倾斜。伦特试图保持飞机平稳未果，飞机撞上高压电线而后坠毁。机上四人均受重伤，但均获救出。库比施和克勒斯当日伤重不治，卡克次日不治，伦特则于两日后（1944年10月7日）亡故。
赫尔穆特·伦特国葬于1944年10月11日（星期三）在德国总理府举行。帝國元帥赫尔曼·戈林向伦特灵柩致礼。灵柩为纳粹德国国旗包裹，前方为夜间战斗机总监维尔纳·施特赖布中校，持一天鹅绒垫，上置伦特所获勋章。典礼中六名戴帽仪队人员立于灵柩旁，均为骑士铁十字勋章获得者：京特·拉杜施中校、汉斯-约阿希姆·雅布斯中校、鲁道夫·舍纳特少校、海因茨·施特吕宁上尉、卡尔·哈德巴尔上尉及保罗·策纳上尉。1944年10月12日，伦特与其机组成员共同下葬于施塔德军人公墓。

## 后事
1964年7月18日，德国联邦国防军陆军航空兵位于下萨克森州罗滕堡（维默河）的一基地更名为“伦特兵营”以纪念伦特。2014年，联邦国防军决定对其进行更名。伦特本人并非战犯，但作为纳粹其名使用仍旧不妥。更名由基地指挥官埃德蒙·福格尔中校与2015年年初开始执行，涉及全基地1500名军人及250名文官，计划于2015年年底完成。2016年9月区长及中偏右翼基民盟党员赫尔曼·卢特曼称：“没有证据表明赫尔穆特·伦特为纳粹政权支持者”，建议地方政府保留“伦特兵营”一名。德国联邦议院议员及国防委员会委员拉尔斯·克林拜尔表示德军将支持地方政府作出的决定。
1966年7月18日伦敦苏富比拍卖行拍卖了赫尔穆特·伦特的一系列勋章。一名匿名买家出价500英鎊购置全部拍卖品。日后得知买家为前战斗机总监阿道夫·加兰德，代表德国联邦国防部出面购买。勋章拍卖者为伦特长女克里斯蒂娜，出售原因是伦特遗孀伦娜急需一笔钱进行手术，二人商讨后决定出售勋章。国防部将勋章转献予拉施塔特国防历史博物馆。

## 荣誉
根据官方数据，赫尔穆特·伦特总共参与507次飞行任务，获得110次胜利。其中夜间胜利103次，击落59架四引擎轰炸机及一架蚊式轰炸机。伦特过世后追授上校（Oberst）军衔。

### 嘉奖

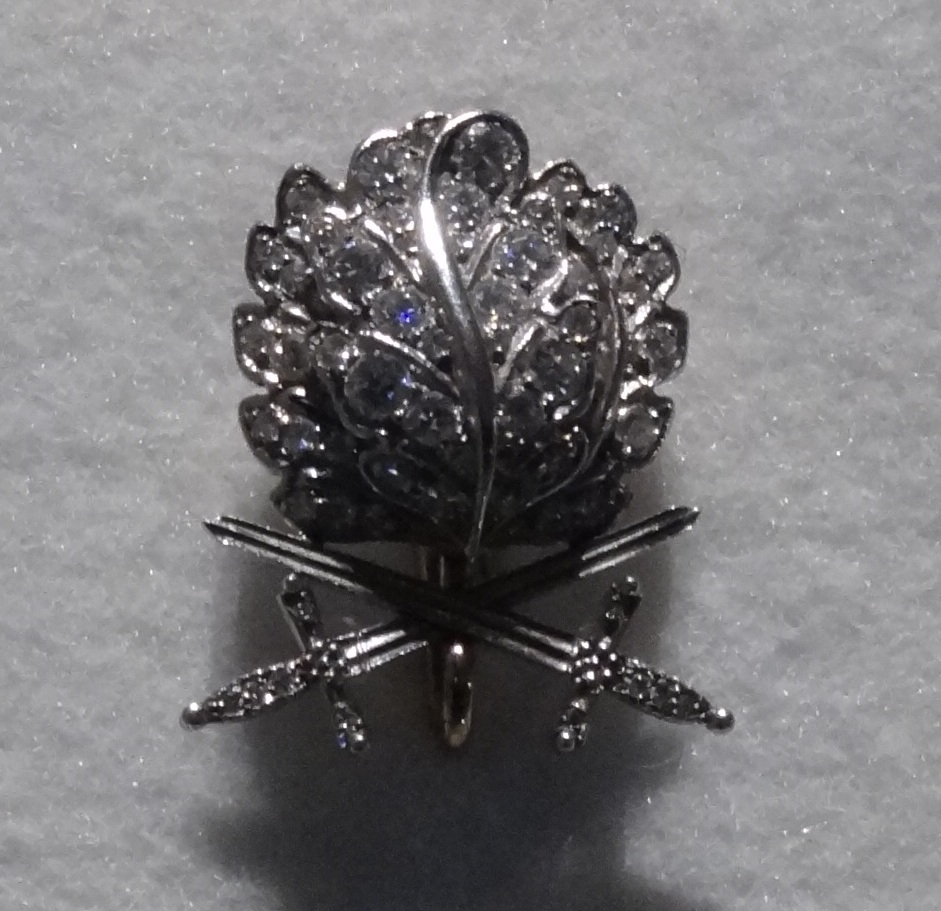
伦特的钻石橡叶带剑骑士铁十字勋章，现藏于德累斯顿联邦德国军事史博物馆

- 飞行员徽章（1937年11月15日）[73]
- 苏台德区勋章[74]
- 纳尔维克盾章（1941年1月30日）[73][75]
- 重伤奖章
  - 黑级重伤奖章（1941年7月14日）[76]
  - 银级重伤奖章（1943年12月22日）[75][77]
- 铁十字勋章
  - 二级铁十字勋章（1939年9月21日）[78]
  - 一级铁十字勋章（1940年5月11日）[78]
- 德国空军荣誉杯（英语：Ehrenpokal der Luftwaffe）（1941年6月26日）[56]
- 金质驱逐飞行员前线飞行章[75]
- 金质带300三角旗夜战飞行员前线飞行章[75]
- 金质德意志十字勋章（1942年4月9日；第2夜间战斗机联队第二大队，上尉）[79]
- 骑士铁十字勋章
  - 骑士铁十字勋章（1941年8月30日；第1夜间战斗机联队第6中队，中尉及中队长）[80][81][注 3]
  - 第98枚橡叶骑士铁十字勋章（1942年6月6日；第2夜间战斗机联队第二大队，上尉及大队长）[82][83][84]
  - 第32枚橡叶带剑骑士铁十字勋章（1943年8月2日；第1夜间战斗机联队第四大队，少校及大队长）[82][85][86]
  - 第15枚钻石橡叶带剑骑士铁十字勋章（1944年7月31日；第3夜间战斗机联队，中校及联队长）[82][87][88]
- 六次《国防军公报（英语：Wehrmachtbericht）》点名表彰（1941年11月20日[89]、1942年1月28日[90]、1942年5月16日[91]、1942年6月21日[92]、1944年6月18日[93]及1944年10月11日[46]）

### 引用
1. ↑  Spick 1996，第3–4頁.
2. 1 2 3  Fraschka 1994，第185–189頁.
3. 1 2 3  Williamson 2006，第31–41頁.
4. ↑  Hinchliffe 2003，第2–4頁.
5. ↑  Hinchliffe 2003，第xvi頁.
6. ↑  Hinchliffe 2003，第6頁.
7. ↑  Hinchliffe 2003，第8–11頁.
8. ↑  Hinchliffe 2003，第5–12頁.
9. ↑  Fraschka 1994，第186頁.
10. ↑  Hinchliffe 2003，第13頁.
11. ↑  Hinchliffe 2003，第17–18頁.
12. ↑  Hinchliffe 2003，第21頁.
13. ↑  Hinchliffe 2003，第22頁.
14. ↑  Hinchliffe 2003，第24–25頁.
15. ↑  Hinchliffe 2003，第29頁.
16. ↑  Hinchliffe 2003，第30–31頁.
17. ↑  Hinchliffe 2003，第32頁.
18. ↑  Hinchliffe 2003，第33頁.
19. 1 2  Hinchliffe 2003，第34頁.
20. ↑  Hinchliffe 2003，第35頁.
21. ↑  Bekker 1994，第37頁.
22. ↑  Hinchliffe 2003，第40–41頁.
23. ↑  Hinchliffe 2003，第42頁.
24. ↑  Hinchliffe 2003，第46頁.
25. ↑  Hinchliffe 2003，第44頁.
26. ↑  Hinchliffe 2003，第45頁.
27. ↑  Hinchliffe 2003，第47–49頁.
28. ↑  Hinchliffe 2003，第50頁.
29. ↑  Holmes 2010，第78—81頁.
30. ↑  Hinchliffe 2003，第54–55頁.
31. 1 2 3  Hinchliffe 2003，第61頁.
32. ↑  Hinchliffe 2003，第57頁.
33. ↑  Hinchliffe 2003，第58頁.
34. ↑  Bekker 1994，第84頁.
35. ↑  Hinchliffe 2003，第59頁.
36. ↑  Weal 1999，第26頁.
37. ↑  Hinchliffe 2003，第62頁.
38. ↑  Hinchliffe 2003，第62–63頁.
39. ↑  Hinchliffe 2003，第62–63, 295頁.
40. ↑  Hinchliffe 2003，第67頁.
41. ↑  Hinchliffe 2003，第73–74頁.
42. ↑  Hinchliffe 2003，第79頁.
43. ↑  Hinchliffe 2003，第84頁.
44. ↑  Hinchliffe 2003，第85頁.
45. ↑  Hinchliffe 2003，第295頁.
46. 1 2  Die Wehrmachtberichte 1939–1945. Band 3, pp. 285–286.
47. 1 2  Fraschka 1994，第187頁.
48. ↑  Hinchliffe 2003，第120頁.
49. ↑  Hinchliffe 2003，第121頁.
50. ↑  Hinchliffe 2003，第125頁.
51. ↑  Hinchliffe 2003，第147, 296頁.
52. ↑  Aders 1978，第44-45頁.
53. ↑  Hinchliffe 2003，第199頁.
54. ↑  Hinchliffe 2003，第201, 297頁.
55. ↑  Hinchliffe 2003，第204頁.
56. 1 2  Obermaier 1989，第23頁.
57. ↑  Williamson 2006，第50, 51頁.
58. ↑  Hinchliffe 2003，第56頁.
59. ↑  Hinchliffe 2003，第116頁.
60. ↑  Hinchliffe 2003，第143, 259頁.
61. ↑  Hinchliffe 2003，第143頁.
62. ↑  Hinchliffe 2003，第149–151頁.
63. ↑  Hagen 1998，第267頁.
64. ↑  Hagen 1998，第148頁.
65. ↑  Hagen 1998，第265–266頁.
66. ↑  Hagen 1998，第268頁.
67. ↑  . Lexikon der Wehrmacht.   [2009-12-02]. （原始内容存档于2012-04-18） （德语）.
68. ↑  . kreiszeitung.de.   [2015-08-25]. （原始内容存档于2020-11-09） （德语）.
69. ↑  . kreiszeitung.de.   [2017-01-04]. （原始内容存档于2017-01-05） （德语）.
70. ↑  Luttmann, Herrmann. . Rotenburger Kreiszeitung. 2016-09-24  [2016-09-24]. （原始内容存档于2016-09-23） （德语）.
71. ↑  Hinchliffe 2003，第287–288頁.
72. ↑  Scutts 1998，第20, 88頁.
73. 1 2  Hinchliffe 2003，第298頁.
74. ↑  Hinchliffe 2003，第112頁.
75. 1 2 3 4  Berger 1999，第184頁.
76. ↑  Hinchliffe 2003，第299頁.
77. ↑  Hinchliffe 2003，第220頁.
78. 1 2  Hagen 1998，第142頁.
79. ↑  Patzwall & Scherzer 2001，第275頁.
80. ↑  Fellgiebel 2000，第289頁.
81. ↑  Von Seemen 1976，第221頁.
82. 1 2 3 4  Scherzer 2007，第502頁.
83. ↑  Fellgiebel 2000，第60頁.
84. ↑  Von Seemen 1976，第29頁.
85. ↑  Fellgiebel 2000，第41頁.
86. ↑  Von Seemen 1976，第15頁.
87. ↑  Fellgiebel 2000，第37頁.
88. ↑  Von Seemen 1976，第12頁.
89. ↑  Die Wehrmachtberichte 1939–1945 Band 1, p. 721.
90. ↑  Die Wehrmachtberichte 1939–1945 Band 2, p. 21.
91. ↑  Die Wehrmachtberichte 1939–1945 Band 2, p. 131.
92. ↑  Die Wehrmachtberichte 1939–1945 Band 2, p. 170.
93. ↑  Die Wehrmachtberichte 1939–1945 Band 3, p. 131.

## 外部連結
- 赫尔穆特·伦特 （页面存档备份，存于）（德国国家图书馆目录相关文献）